# برج آمریکاس

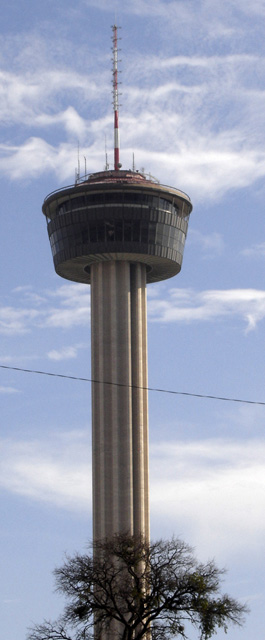

برج آمریکاس (به انگلیسی: Tower of The Americas) یک برج تفریحی و دیدبانی شهر سن آنتونیو در تگزاس است.
این برج که ۲۲۹ متر بلندا دارد، در سال ۱۹۶۸ ساخته گردید.
معمار برج نیز اهل همین شهر بوده و اونیل فورد (۱۹۰۵-۱۹۸۲) نام داشت.
رستوران بالای برج ساعتی یک بار گردش می‌کند، و بازدیدکنندگان توانایی دیدن شهر در هوای آزاد از بالای برج را دارند.

## جستارهای مربوطه
- ساختمان تاور لایف (سن آنتونیو)